# Chronologie du tunnel sous la Manche
Pour un article plus général, voir Tunnel sous la Manche.

## Le premier projet

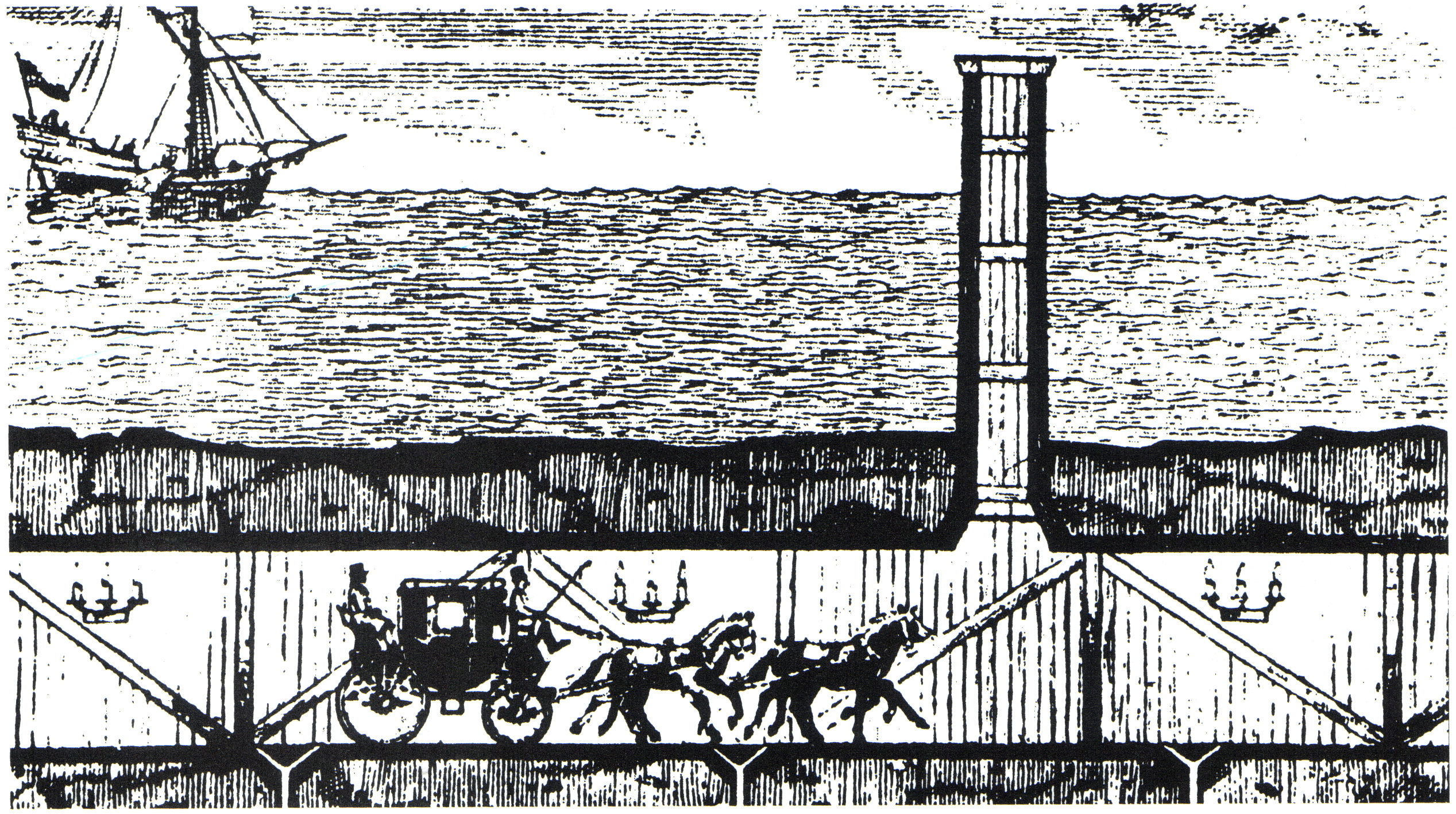
Projet d'Albert Mathieu-Favier d'un tunnel sous la Manche (1801).

- 1801, premier projet d'Albert Mathieu-Favier d'un tunnel sous la Manche. Projet abandonné du fait des guerres napoléoniennes.
- 1855, projet de l'ingénieur français Aimé Thomé de Gamond, qui propose un tunnel entre le cap Gris-Nez (Pas-de-Calais) et Eastwear-Point, avec des cheminées d'aération en pleine mer et la création d'une île artificielle au banc de Varnes, qui abriterait une gare maritime.
- 24 janvier 1868, création du « Channel Tunnel Committee » financé par les Rothschild, côté français, et par lord Richard Grosvenor et Michel Chevalier, côté britannique.
- 1875, Création de la Société du tunnel sous-marin entre la France et l'Angleterre, détenue pour 2/3 par la Compagnie des chemins de fer du Nord et pour 1/3 par les Rothschild.
- 1875-1876, des études géologiques, par sondages du sous-sol, menées par l'ingénieur Eugène Larousse et les géologues Alfred Potier et Albert de Lapparent concluent que le tunnel doit être creusé dans la couche de craie bleue ; le tracé proposé compte 54 km.

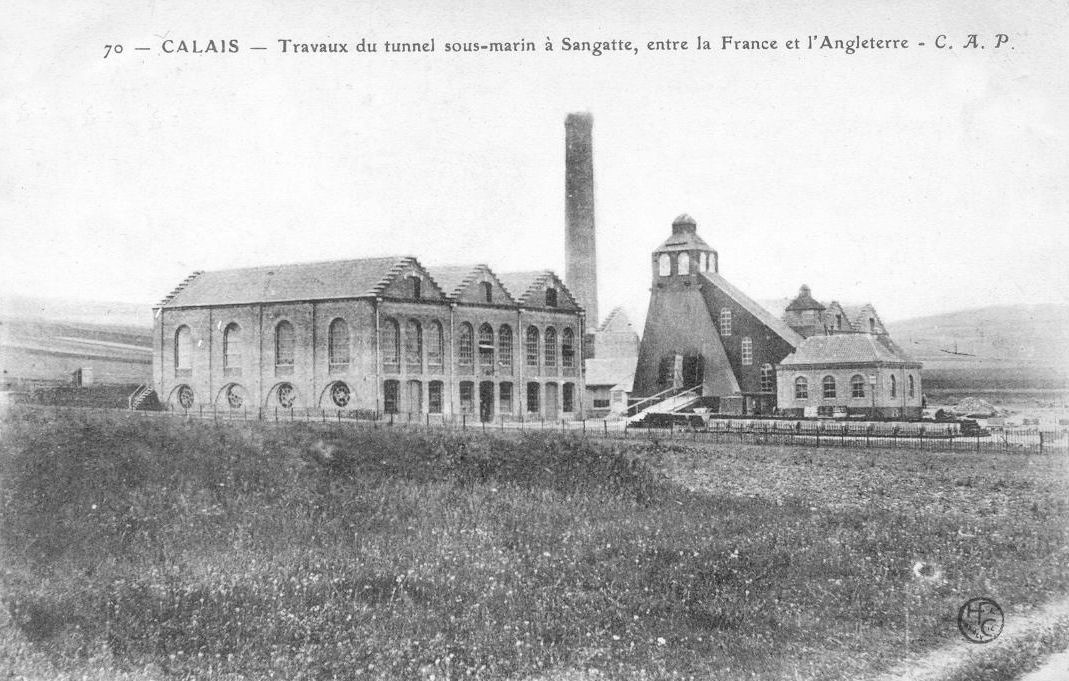
Le premier puits de Sangatte.

- 1878, début du forage à Sangatte. Sous la direction de l'ingénieur Ludovic Breton, un premier puits est foré à 90 mètres au-dessous du sol au nord du Cap Blanc-Nez, sur le territoire de Sangatte, et 1 839 mètres de galerie horizontale sont percés sous la mer (la descenderie)[1],[2]. Pour le forage, des perforatrices sont mises au point. Le rythme de forage est d'environ 400 mètres par mois permettant d’espérer la fin du forage au bout de cinq ans.
- 1881 : Commission militaire anglaise sur les risques stratégiques du tunnel[3].
- 18 mars 1883, les travaux sont interrompus côté français pour des raisons militaires. La longueur des galeries creusées atteint 2026 m côté anglais et 1839 m côté français[4].

## Le deuxième projet
- 1957, Louis Armand crée le GETM, groupement d'étude du tunnel sous la Manche, avec comme partenaires : l'Association française du tunnel sous la Manche (Groupe Rothschild), The Channel Tunnel Company (British Railways), la Compagnie financière de Suez, ainsi qu'une société américaine, Technical Studies Inc.
- 1960, les partisans d'un pont lancent la SEPM, Société d'étude d'un pont sur la Manche, présidée par Jules Moch.
- 1966, Harold Wilson et Georges Pompidou tranchent en faveur du tunnel. Un appel d'offres est lancé en 1967.
- 1971, le Groupement du tunnel sous la Manche est déclaré maître d'ouvrage unique ; il est formé par les deux sociétés concessionnaires : The British Channel Tunnel Company et la Société française du tunnel sous la Manche. L'achèvement des travaux est prévu pour 1980.
- 20 octobre 1972, signature de la convention n° 1 entre GTM et les deux gouvernements.
- 1973, début des travaux des deux côtés de la Manche.
- 11 janvier 1975, Harold Wilson annonce la décision de la Grande-Bretagne de renoncer au tunnel, « pour des raisons économiques ».
- 20 janvier 1975, arrêt des travaux, 300 m de galerie ont été creusés du côté français[5], 400 m du côté britannique.

## Le projet Rocard
- juin 1981, Michel Rocard, Ministre du Plan, lance une étude préliminaire auprès des sociétés d'ingénierie internationales ayant pour objet une liaison ferroviaire à grande vitesse France-Angleterre en spécifiant que l'ingénierie financière devra être assurée sans le concours de fonds publics.

## Le projet Eurotunnel
- 18 octobre 1985, création de TransManche Link (TML), consortium de 10 entreprises de BTP, cinq françaises et cinq britanniques, chargé de construire l'ouvrage[6].
- 20 janvier 1986, François Mitterrand et Margaret Thatcher, réunis à Lille, annoncent le choix du projet de tunnel proposé par France Manche et Channel Tunnel Group, parmi quatre projets concurrents (dont un pont et un ouvrage mixte pont-tunnel)
- 12 février 1986, signature du traité de Cantorbéry[7].
- 14 mars 1986, signature de l'accord de concession du tunnel sous la Manche[7].
- 13 août 1986, création de la société Eurotunnel, coentreprise fondée à parts égales par France Manche et The Channel Tunnel Group.
- novembre 1986, après une campagne de sondages de reconnaissance géologique à terre au cours de l'été, une campagne de sondages en mer est lancée (plateforme Zapata Scotian). Parallèlement les travaux de creusement du puits d'accès de Sangatte commencent côté français. Un ouvrage de 75 m de diamètre pour une profondeur de 75 m est réalisé.
- 29 juillet 1987, François Mitterrand et Margaret Thatcher signent officiellement le traité franco-britannique autorisant la réalisation du tunnel.
- décembre 1987, premier forage côté anglais dans la falaise de Shakespeare Cliff.
- Juin à août 1988, deuxième campagne de sondages en mer (plateforme Interocean II)
- 1er décembre 1990 :  première jonction des chantiers démarrés côté France et côté Angleterre (galerie T1)[7]. La poignée de main de deux ouvriers du chantier, britannique et français, est officialisée à 12 h 12 min 12 s.
- 10 décembre 1993 : transfert de l'ouvrage de TML à Eurotunnel[8]
- 5 ou 6 avril 1994 : arbitrage sur les coûts du tunnel entre Eurotunnel et TML ; Eurotunnel s'engage à verser à TML une avance de trésorerie de 15 milliards de francs[9],[8]
- 6 mai 1994 : inauguration officielle[7],[10].

## Après l'inauguration
- 1er juin 1994, mise en service, ouverture à la clientèle.
- 18 novembre 1996, incendie d'une navette poids-lourds dans le tunnel[7]. Il a pour conséquence la fermeture d'une des voies du tunnel pendant un mois et l'arrêt du trafic de fret pendant sept mois. Huit personnes ont été légèrement intoxiquées.
- 25 décembre 2002, 550 personnes hébergées dans le camp de la Croix-Rouge à Sangatte, tentent d’immigrer illégalement en Grande-Bretagne à pied par le tunnel sous la Manche. Rassemblées en deux groupes, elles réussissent à franchir les enceintes protégées du terminal de Coquelles et à pénétrer dans le tunnel. 129 personnes seront arrêtées par la police jusqu'à sept kilomètres à l’intérieur du tunnel. Le trafic ferroviaire fut interrompu toute la nuit.
- 21 août 2006, l'incendie d'un camion entraîne la fermeture d'une partie du tunnel. Cependant, aucun dégât important n'est à déplorer.
- 28 avril 2007 à 8 h 18, entre Folkestone et le Cap Gris-Nez, un tremblement de terre de magnitude 4,3 a été enregistré. L'épicentre se situe en mer à 14 km au sud de Douvres et 7,1 km de profondeur. Le trafic ferroviaire transmanche n'a pas été affecté malgré la proximité du tunnel avec l'épicentre (moins de 10 km).
- 11 septembre 2008, l'incendie d'un camion sur une navette de fret engagée dans le tunnel s'est propagé pour finalement dépasser les 1000 °C sans faire de victimes. Le tunnel Nord a été fortement endommagé et a nécessité plusieurs mois de rénovation. L'exploitation commerciale du tunnel n'a été interrompue que 5 jours[11] mais il a fallu attendre la fin des travaux pour que le trafic reprenne son cours normal (février 2009).